# Branschen
Branschen är ett svenskt musikerkooperativ och independent skivbolag som grundades försommaren 2009. De första sex medlemmarna var Lars Demian, Sanna Carlstedt, Dan Viktor, Johan Johansson, Frans Haraldsen och Peter Barlach. Som kooperativ presenterar de sig som vissångare, vispoppare och visrockare.
Förutom att hjälpa varandra med bokningar, spelningar och inspelningar har de också uppträtt tillsammans, bland annat på kulturhustaket. Sommaren 2011 och 2012 uppträdde de tillsammans på Peace & Love-festivalen, då i konstellationen: Caj Karlsson, Sanna Carlstedt, Johan Johansson, Dan Viktor och Frans Haraldsen.